# Легенда о Мискин-баби
Легенда о Мискин-баби једна је од легенди Аде Кале и једнина турска легенда из Ђердапа.
Митска личност, Мискин-баба је био последњи емандски принц из Бухаре, веома образован и начитан, који је веома млад постао светац. У 30. години (1786) у сну му је предсказано да треба да нађе мирно место на дунавским катарактима, јер ће само ту моћи да се посвети и да нађе духовни мир. Оставивши дворац, пријатеље, науку, поделивши имање сиромашнима, упутио се у Београд, тражећи сањано острво. Султан га је замолио да, као светац, буде судија, управник и човек који ће умирити побуњени српски народ у Отоманској империји. Мискин-баба је то учинио и тим простором је завладао мир и задовољство.
Желећи да га заувек задржи код себе, београдски паша је покушао да спречи његов одлазак, наредивши стражи на свих дванаест београдских капија да га не пусте да изађе. И тада се десило чудо. Свих дванаест стражара је испричало да је истовремено изашао на свих дванаест капија кроз зидове и врата и да нису могли да га задрже. Мискин-баба је тако дошао на Аду Кале, острво из сна, где живи као просјак све до данас. Људи су га виђали како хода бедемима, обалом Аде Кале, а данас лебди изнад воде око острва Шимијан, на које је адакалска тврђава пресељена и чува њен дух. Виђају га само бивши становници Аде Кале како умива своју дугу браду, умачући је у сунчани одраз у води и прави таласе, а онда је отреса и из ње пушта ветар и о томе причају својој деци.